# Карликова галактика Тукана
Карликова галактика Тукана (англ. Tucana Dwarf Galaxy) — карликова галактика в сузір'ї Тукана, що складається з дуже старих зір та ізольована від інших галактик. Вона була виявлена 1990 року Р. Дж. Лавері з обсерваторії Маунт-Стромло. Розташування галактики (на протилежному боці від Чумацького Шляху щодо інших галактик Місцевої групи) робить її важливим об'єктом для вивчення.

## Властивості
Карлик Тукана є карликовою сфероїдальною галактикою типу dE4. Вона містить тільки старі зорі, сформовані протягом одного епізоду зореутворення в часи, коли утворилися кулясті скупчення Чумацького Шляху. У поточний час у ній не відбувається зореутворення, на відміну від інших ізольованих карликових галактик.
Карлик Тукана містить небагато нейтрального водневого газу та має металічність -1,8, що дуже мало. Крім того відсутнє значуще коливання металічності по галактиці. Видається, що розподіл зір у галактиці не має якої-небудь структури.

## Розташування
Карлик Тукана перебуває в сузір'ї Тукана, на відстані бл. 870 кпк від Чумацького Шляху та на протилежному боці від більшості інших галактик Місцевої групи. Тому галактика важлива для розуміння кінематики та історії формування Місцевої групи, а також ролі середовища у визначенні того, як карликові галактики еволюціонують. Вона ізольована від інших галактик і розташована ближче до краю групи, близько 1100 кпк від барицентра групи — друга за віддаленістю серед усіх галактик- членів групи (після карликової неправильної галактика Стрільця.
Карликова галактика Тукана є однією з двох карликових сфероїдальных галактик Місцевої групи, які не розташовані поблизу Чумацького Шляху або галактики Андромеди. Тому, ймовірно, вона розвивалася в ізоляції протягом більшої частини своєї історії.